# ترک کردن (کمی گریه کن)
ترک کردن (کمی گریه کن)(به انگلیسی: Letting Go (Cry Just a Little)) تک‌آهنگی است از خوانندهٔ پاپ اهل هایتی، کوت که به همراه رپر کوبایی-آمریکایی، آقای جهانی (پیتبول) خواننده شده‌است. این آهنگ از آلبوم میکس شده به نام آلترادنس ۱۴ (رقص فوق العاده) از شرکت آلترا رکوردز است. این آهنگ توسط کوت و پیتبول نوشته شده‌است و توسط The Crew تهیه کنندگی شده‌است. این آهنگ نمونه‌ای از آهنگ گریه (فقط کمی) از گروه میکس آمریکایی، بینگو پلیرز است.

## موزیک ویدئو
موزیک ویدئو ی این آهنگ توسط دیوید روسو کارگردانی شده‌است. موزیک ویدیئو این آهنگ در شهر لس آنجلس در یک خانهٔ خالی ضبط شده‌است. کل داستان موزیک ویدئو، دربارهٔ یک اختلاف خانوادگی و مشکلات یک زن و مرد است. کوت و سوزانا جانسون، نقش زن و مرد موزیک ویدئو را بازی می‌کنند. پیتبول در یک تلویزیون در حال اجرای کنسرت می‌باشد و سوزانا جانسون آن را تماشا می‌کند. در آخرین گفته‌های پیتبول، سوزانا به تلویزیون لگد می‌زند. در آخر موزیک ویدئو، کوت و سوزانا با هم آشتی می‌کنند. این موزیک ویدئو در یوتیوب دارای ۱۹۵٬۸۲۴ بازدید دارد و دارای ۵۲ پسنده است..